# Krizový manažer
Krizoví manažeři vstupují do situací, když dojde k nehodám, krizím nebo živelným pohromám, aby situace vyhodnotili, řešili, a nakonec obnovili do původního stavu. Zvládají nehody, ke kterým dochází jak v soukromém, tak veřejném sektoru. Krizový manažer by měl mít schopnost jednat rozhodně pod tlakem a reagovat na veřejnost, aby ochránil pověst společnosti.
V souhrnu je možno krizového manažera popsat jako člověka, který je schopen proniknout do nepříznivého prostředí a velice rychle se v něm orientovat. V nejkratším čase být schopen přesvědčit celou organizaci o své strategii. Formovat základní varianty řešení a vytvořit prostor pro jejich realizaci. Vytvořit krizový tým, na který deleguje potřebné pravomoci. Zajistit celkovou stabilizaci organizace.
Krizový manažer musí být v první řadě zdravý, silný a vůdčí typ, který umí určovat směr a má jasnou vizi řešení krize. Musí být schopen zvládnout svůj úkol, překonávat konflikty, musí být také schopen prosazovat svůj názor přes nesouhlas svého okolí.  Logicky další důležitou vlastností je intuice a schopnost předvídat.

## Dovednosti krizového manažera
Dovednosti koncepční, kam patří schopnost koordinovat a integrovat všechny cíle a aktivity firmy. Jde o schopnost uceleného pohledu na podnik, včetně vzájemných vazeb jednotlivých částí a předvídání, jak změny jednotlivých částí ovlivní podnik jako celek.
Dovednosti sociální, kam patří schopnost pochopení zájmů a potřeb spolupracovníků a skupin, jejich motivace a kooperace s nimi.
Dovednosti technické, kam patří schopnost používat postupy, metody, techniky a znalosti specializovaných týmů.